# Tenugui
Tenugui (em japonês: 手ぬぐい  ou  手拭い; lit.: “para secar as mãos”) é um tipo de lenço ou toalha de mão japonês feito de algodão.
Diferencia-se de outros tipos de lenço pelo fato de não possuir bainhas. Os motivos para isso têm raiz histórica: os camponeses às vezes necessitavam de um pedaço de pano que pudesse ser rasgado com facilidade, como para fazer torniquetes em caso de emergência ou para efetuarem reparos temporários em sandálias de palha (waraji) que se arrebentavam. 
Seu tamanho é de normalmente 35x90 centímetros, tecido de maneira simples (tecido em tela) e quase sempre estampado com algum motivo.
Pode ser utilizado de muitas maneiras: como toalha de mão, lenço, pano de secar pratos, bandana,suvenir, peça decorativa ou, ainda, como peça do vestuário ninja (ver Hokamuri mais abaixo) ou  como protetor de cabeça no Kendo.
Tenugui aparece frequentemente em animes e mangás, em cenas que se passam em um sentō (banho público).

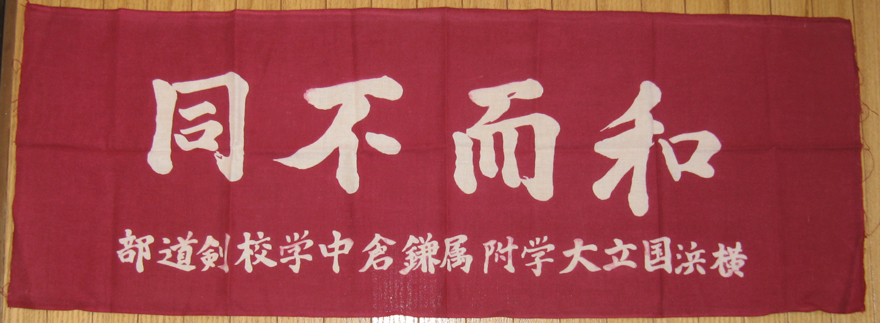
Tenugui utilizado para a prática de kendo. 35X97cm. Os kanji são lidos da direita para a esquerda: 知而不同; Chi Ji Fu Dou, que pode ser traduzido como "Compreenda (primeiro), para então diversificar."

## História
Não se sabe ao certo suas origens, mas foi durante o período Edo (1603-1867) que a palavra tenugui começou a ser amplamente utilizada e a peça ganhou mais destaque.
Inicialmente, o cânhamo era utilizado como matéria-prima para a confecção de tenugui. Seu emprego continuou até a metade do período Edo (1603-1867), quando foi substituído pelo algodão. Isso representou um grande avanço, pois o tecido de algodão, por ser  mais absorvente e reter melhor as cores, era muito mais fácil de ser tingido do que o de cânhamo.
Tenugui feitos de algodão eram os preferidos para a confecção de xales e lenços de cabeça, e são até hoje utilizados por atores de Kabuki, comediantes de Rakugo  e artistas de festivais em suas apresentações.
O tenugui tradicional começou a entrar em declínio no fim do século XIX, principalmente por causa da importação de outros tipos de tecido da Europa
Na época da Segunda Guerra Mundial, sua produção foi praticamente paralisada, porque sua matéria-prima, o algodão, era requisitada para a confecção de uniformes e outros equipamentos pelas Forças Armadas japonesas.
Após a guerra, o costume de usar tenugui voltou, mas sem a mesma força de antes. A introdução de toalhas contribuiu para que a peça perdesse ainda mais seu papel como item popular.
Atualmente tem valor mais simbólico e estético (por causa de suas variadas estampas) do que prático. Há muitas maneiras de utilizá-lo como peça decorativa, desde caminhos de mesa até tapeçaria para ser pendurada na parede. Algumas pessoas também preferem enquadrá-los como obras de arte.
Além disso, são ainda muito usados em festivais como bandanas para absorver o suor da testa dos participantes. E alguns donos de estabelecimentos comerciais e empresas o distribuem na inauguração de seus negócios, ou simplesmente o oferecem como um presente de agradecimento aos clientes. 
Hokamuri ou Kai Ki, um tipo de carapuça usada pelos ninjas, é feita com um tenugui de aproximadamente 80 cm que é preso à máscara ninja. Quando necessário, pode ser desenrolado e colocado sobre pisos de madeira, para ajudar a camuflar os passos e diminuir o ranger das tábuas.  Suas  fibras eram embebidas em material bactericida, o que permitia que servisse ainda como um meio de filtrar água. 
Constitui uma das peças do bogu, armadura protetora usada na prática de Kendo. É colocado sobre a cabeça, embaixo do men (máscara), para protegê-la e ajudar a absorver o suor.